# 李仲颗
李仲颗（？—？），上饶人，是一名清朝政治人物。贡生出身。
李仲颗曾接替吴六一任福州府知府一职，康熙六年由王之仪接任。